# Campionati mondiali di pattinaggio di velocità sprint 2016
I campionati mondiali di pattinaggio di velocità sprint 2016 si sono svolti a Seul, in Corea del Sud, dal 27 al 28 febbraio 2017, all'interno del Taereung International Rink.

## Medagliere
| Pos.   | Nazione     | Oro | Argento | Bronzo | Totale |
| ------ | ----------- | --- | ------- | ------ | ------ |
| 1      | Stati Uniti | 1   | 1       | 0      | 2      |
| 2      | Russia      | 1   | 0       | 0      | 1      |
| 3      | Paesi Bassi | 0   | 1       | 2      | 3      |
| Totale | Totale      | 2   | 2       | 2      | 6      |

## Podi
| Eventi             | Oro               | Prestazione | Argento                    | Prestazione | Bronzo          | Prestazione |
| Maschile dettagli  | Pavel Kulizhnikov | 139.245     | Kjeld Nuis                 | 139.995     | Kai Verbij      | 140.420     |
| Femminile dettagli | Brittany Bowe     | 151.595     | Heather Richardson-Bergsma | 151.945     | Jorien ter Mors | 152.340     |